# Ramal ferroviario Luján-Basílica
El Ramal Luján - Basílica (Ramal S-4) pertenece al Ferrocarril Domingo Faustino Sarmiento. 

## Historia
Este ramal, del que prácticamente no quedan registros escritos, funcionó desde 1899, desde la estación Luján hasta la Basílica de Nuestra Señora de Luján, en un trayecto de 1978 m. No tenía horarios fijos y por ese motivo no figuraba en itinerarios o murales. El servicio se hacía a demanda, generalmente contratado por adelantado. Llegó a circular hasta 25 formaciones diarias los días 8 de diciembre (Día de la Virgen). En mayo de 1955 el ferrocarril Sarmiento suspendió el servicio, aunque esporádicamente siguieron circulando formaciones. A fines de 1955, la municipalidad de Luján pidió la apertura de cuatro pasos a nivel para mejorar la circulación de la ciudad y que si esto no era posible, que se procediera a levantar las vías, lo que finalmente se produjo entre 1956 y 1958.

## Servicios
Los servicios fueron prestados por Ferrocarriles Argentinos desde el 1 de marzo de 1948 hasta el 13 de mayo de 1955. No presta servicios, ya que las vías fueron levantadas.
La Estación Lujan es para los servicios de Trenes Argentinos Operaciones entre Mercedes y Moreno. Sin embargo, el último tren que corrió por este ramal fue en 1955.